# Gogolewo (Dębnica Kaszubska)
Gogolewo (deutsch Alt Jugelow; kaschubisch Gògòlewò) ist ein  Dorf in der polnischen Woiwodschaft Pommern. Es ist der Landgemeinde Dębnica Kaszubska (Rathsdamnitz) im Powiat Słupski (Stolper Kreis) angegliedert.

## Geographische Lage
Das Dorf liegt in Hinterpommern, etwa 26 Kilometer südöstlich des Stadtzentrums von  Słupsk (Stolp) an einer Nebenstraße, die Głobino (Gumbin) und Dobieszewo (Groß Dübsow) mit Podkomorzyce (Niemietzke) verbindet. Unmittelbare Nachbardörfer sind    Dobra  (Daber)  im Nordwesten und Gogolewko (Neu Jugelow) im Südosten.

## Geschichte

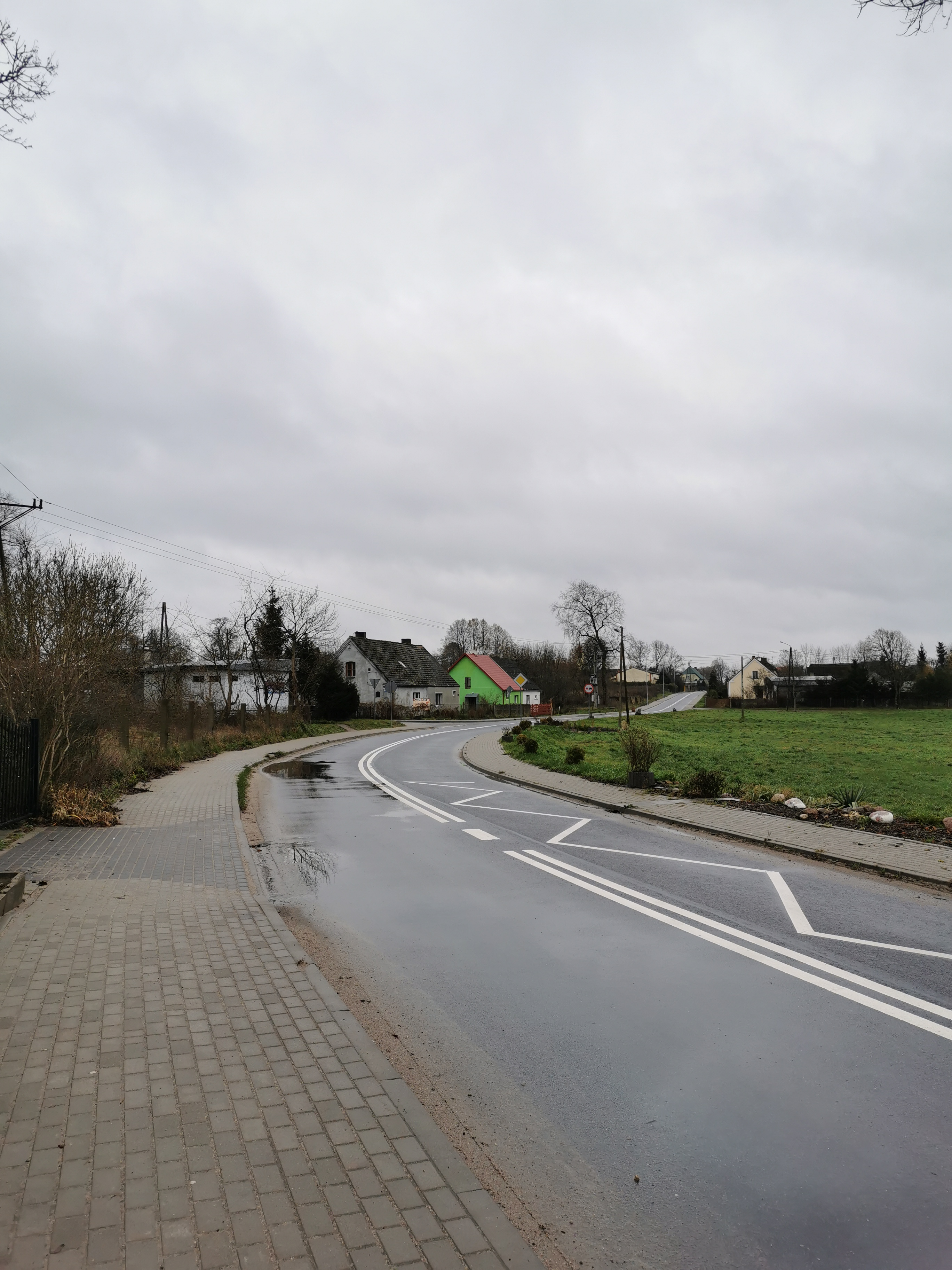
Dorfstraße (2019)

Ältere Namensformen sind Gogolew (1229), Gughelow (1440), Gugelow (1490), Gughelowen (1496), ab 1507 Jugelow.
Der historischen Dorfform nach war Gogolewo ein großes Angerdorf. Der Name erscheint in einer Urkunde aus dem Jahre 1229, als Herzog Barnim I. von Pommern dem Johanniterorden dessen Besitzungen bestätigte. Alt Jugelow gehört zu den ältesten Besitzungen derer von Zitzewitz, die es schon im 14. Jahrhundert besaßen. 1523 wurde ein Marten Citzeuitze tho Gugelow genannt.
Um 1784 hatte Alt Jugelow ein Vorwerk, zwölf Bauern, zwei Kossäten und einen Schulmeister bei insgesamt 29 Feuerstellen. Zu Beginn des 19. Jahrhunderts gehörte es Friedrich von Zitzewitz, der unverschuldet in Vermögensverfall geriet und 1829 seinen gesamten Grundbesitz an seinen Sohn Friedrich abtrat. Dieser musste Alt Jugelow verkaufen: 1837 kam es an einen Frankenstein. Spätere Besitzer waren Paul Sievert (1910) und Gerhard von Heymann (1924). Am 1. April 1927 hatte das Gut Alt Jugelow  eine Flächengröße von 849 Hektar, und am 16. Juni 1925 hatte der Gutsbezirk 85 Einwohner. Am 30. September 1928 wurde der Gutsbezirk Alt Jugelow teilweise in die Gemeinde Daber im Amtsbezirk Groß Dübsow eingegliedert, das Restgut in die Landgemeinde Alt Jugelow. Das Gut  Alt Jugelow wurde dann aufgesiedelt. 1938 besaß Diedrich von Heymann das 295 Hektar große Restgut, das zuletzt noch Dietrich Modrow führte.
Zur Gemeinde Alt Jugelow gehörten bis 1945 insgesamt vier Ortsteile:
- Abbau Alt Jugelow
- Abbau  Eichberg
- Alt Jugelow
- Wiesenhof

Sie war in den Amts- und Standesamtsbezirk Lupow im Landkreis Stolp im Regierungsbezirk Köslin der Provinz Pommern des Deutschen Reichs eingegliedert.
Kurz vor dem Einrücken der Roten Armee gingen die Einwohner im März 1945 mit einem Treck auf die Flucht über Schöneichen bis nach Vargow, wo sie von den sowjetischen Truppen überrollt wurden und umkehren mussten. Am 8. März 1945 wurde Alt Jugelow von der Roten Armee besetzt. 1946 wurde der Ort der Volksrepublik Polen zur Verwaltung überlassen. Alt Jugelow wurde  unter der polonisierten OrtsbezeichnungGogolewo verwaltet. In der darauf folgenden Zeit wurden die Einwohner von der polnischen Administration vertrieben.
Später wurden in der BRD 190 und in der DDR 94 aus Alt Jugelow vertriebene Dorfbewohner ermittelt.
Das  Dorf hat heute etwa 300 Einwohner und ist der Landgemeinde Dębnica Kaszubska im Powiat Słupski der Woiwodschaft Pommern (1975 bis 1998 Woiwodschaft Słupsk) angegliedert.

### Demographie
| Jahr | Einwohner | Anmerkungen                                                         |
| ---- | --------- | ------------------------------------------------------------------- |
| 1818 | 93        | Dorf, adlige Besitzung                                              |
| 1910 | 326       | am 1. Dezember, davon 203 in der Landgemeinde und 123 im Gutsbezirk |
| 1925 | 328       | darunter 307 Evangelische und vier Katholiken, keine Juden          |
| 1933 | 322       | [ 10 ]                                                              |
| 1939 | 350       | [ 10 ]                                                              |

## Schule

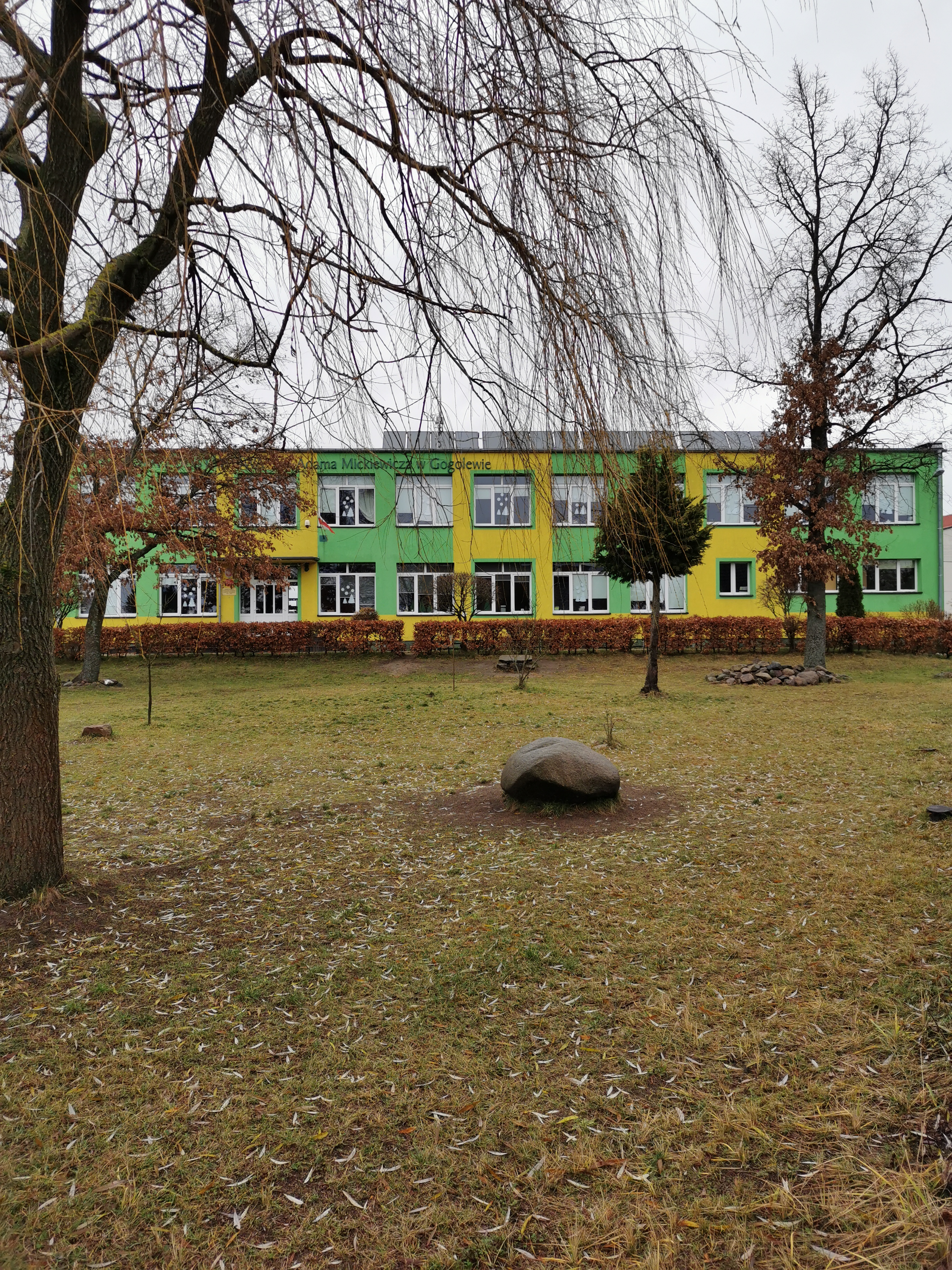
Dorfschule (2019)

Eine Schule bestand in Alt Jugelow bereits am Ende des 18. Jahrhunderts. Im Jahre 1932 unterrichtete an der zweistufigen Volksschule ein Lehrer in zwei Klassen 67 Schulkinder. Im Jahre 1937 konnte ein neues Schulgebäude bezogen werden.

## Kirche
Das vor 1945 überwiegend evangelische Dorf gehörte zum Kirchspiel Lupow im Kirchenkreis Stolp-Altstadt in der Kirchenprovinz Pommern der Kirche der Altpreußischen Union.

Überreste auf dem ehemaliger evangelischer Friedhof 2024
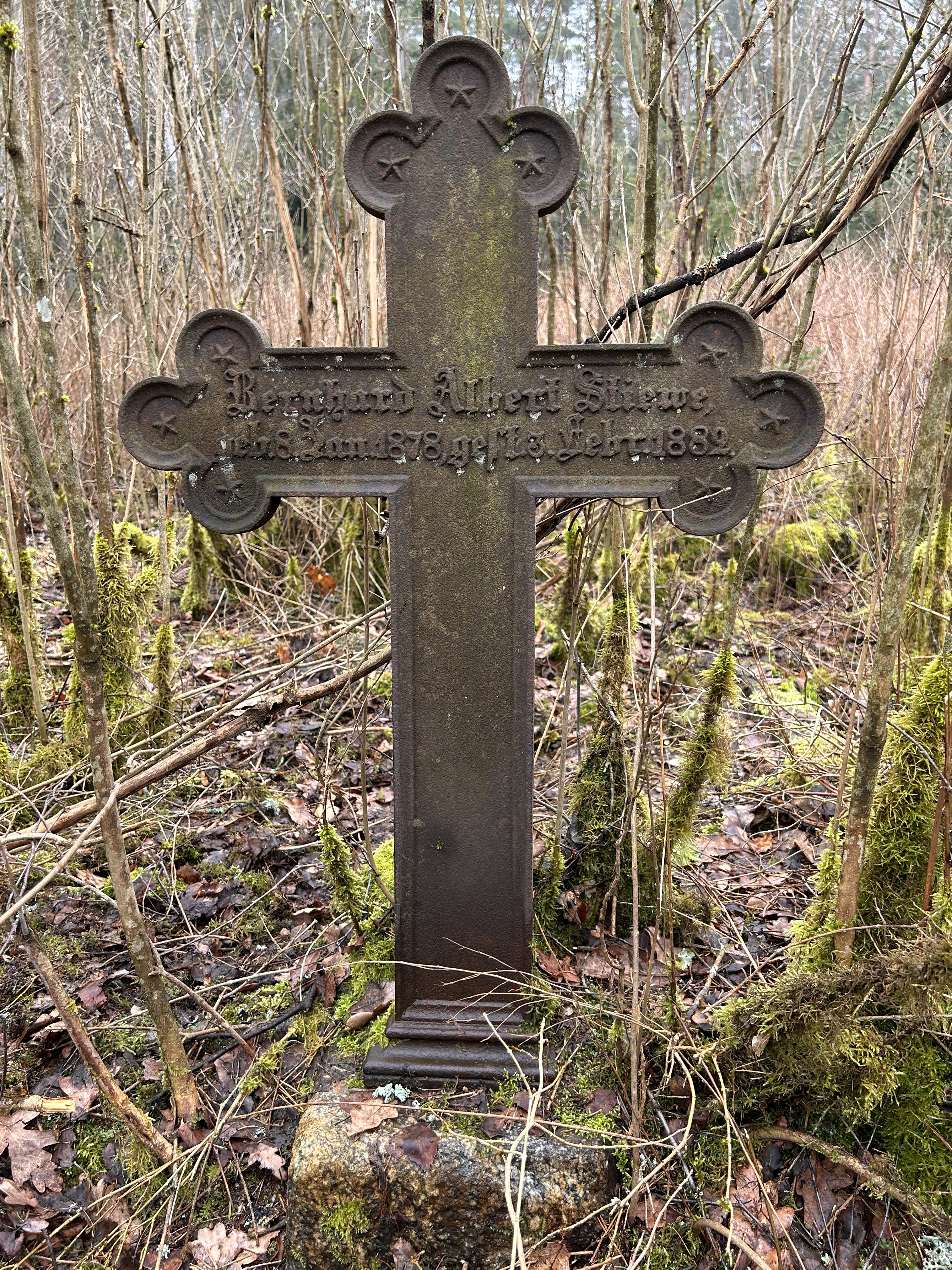
Gusseisernes Gedenkkreuz
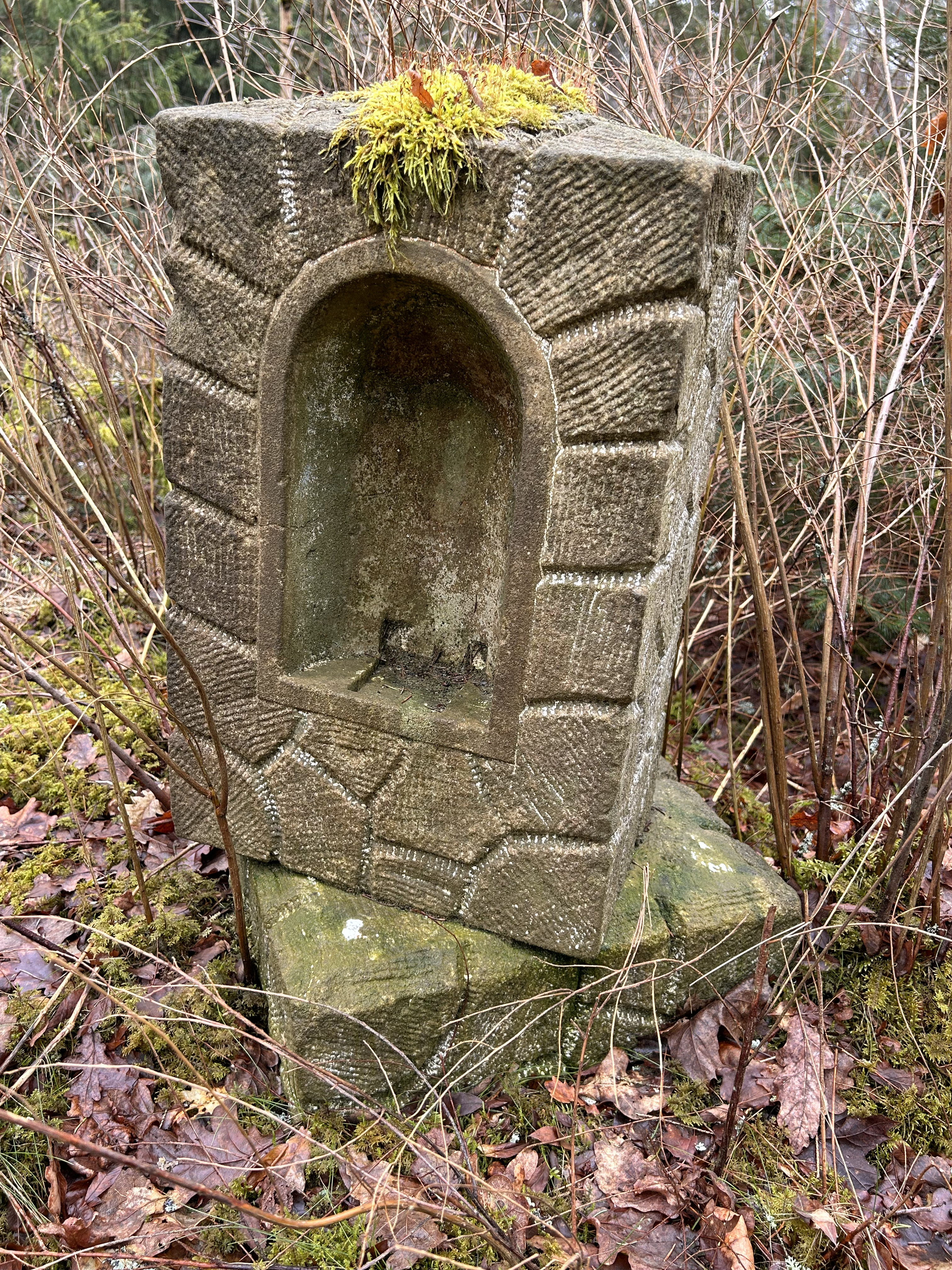
Gehäuse aus Beton
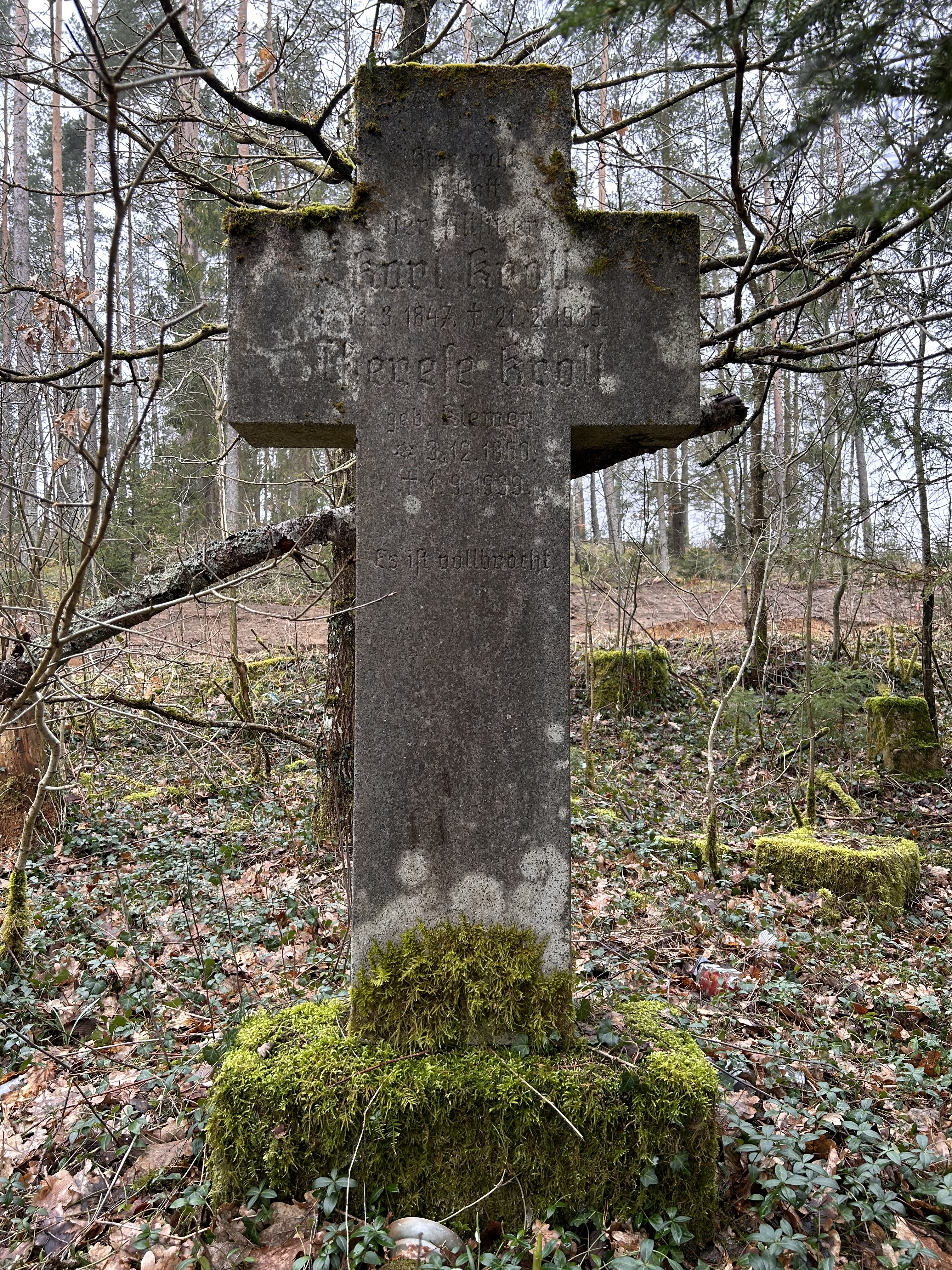
Gedenkstein
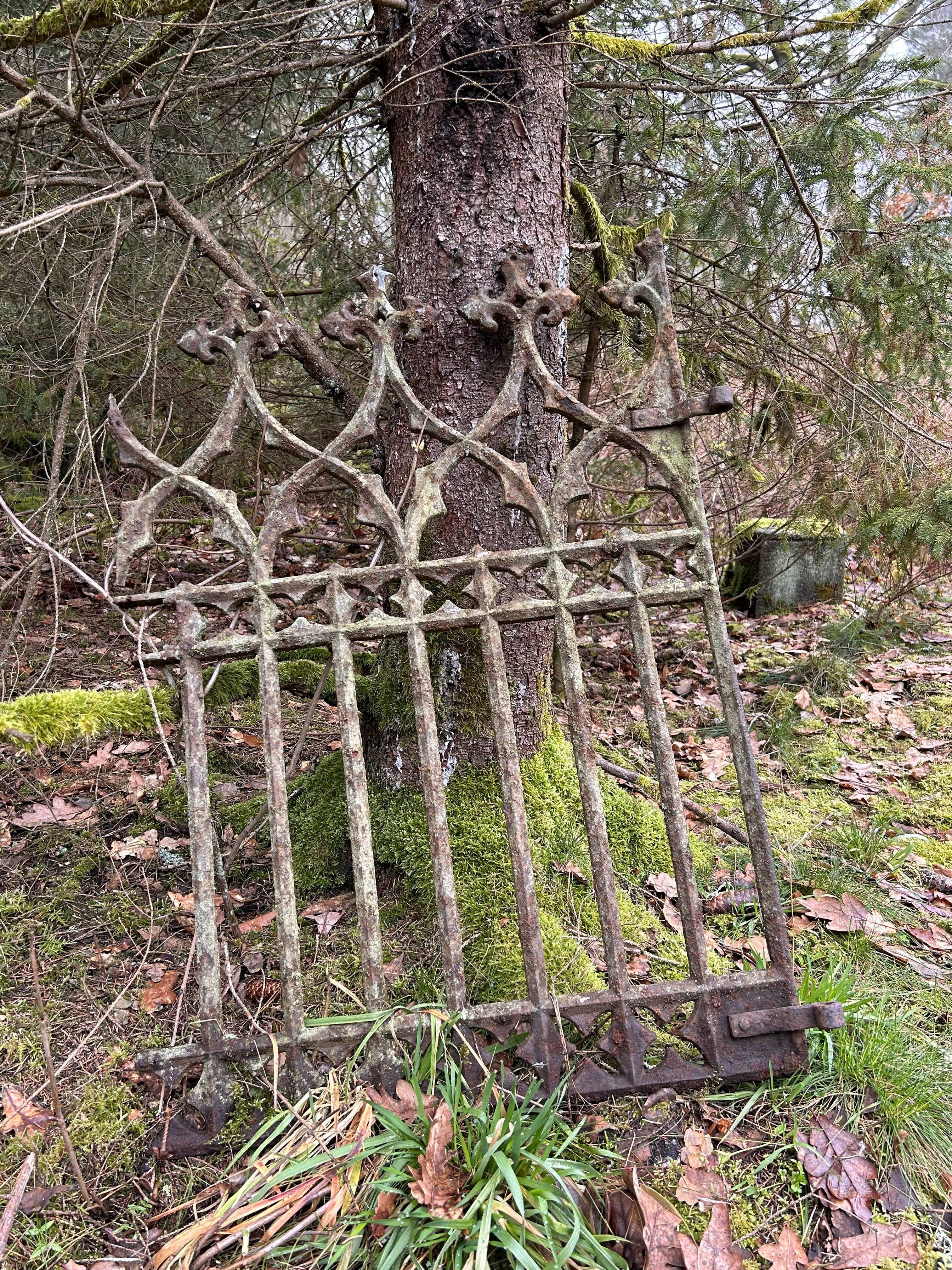
Fragment einer Umzäunung

Die seit 1945 vorhandene polnische Bevölkerung des Orts, die hier nach der Vertreibung der einheimischen Dorfbewohner lebt, ist fast ausnahmslos katholischer Konfession. Ihr Pfarrsitz ist Łupawa (Lupow), heute auch Sitz des nach ihm benannten Dekanats, das zum Bistum Pelplin der Katholischen Kirche in Polen gehört. Evangelische Einwohner sind in die Kreuzkirchengemeinde in Słupsk (Stolp) in der Diözese Pommern-Großpolen der Evangelisch-Augsburgischen Kirche in Polen eingepfarrt.

## Verkehr
Eine Bahnanbindung besteht nicht mehr. Vor 1945 bestand Bahnanschluss über die sieben Kilometer entfernte Station Budow (Budowo), die Zielort der von Stolp kommenden Stolpetalbahn war.

## Persönlichkeiten: Söhne und Töchter des Ortes
- Johann Boguslaw von Zitzewitz (1724–1803), preußischer Generalmajor, Chef des Dragonerregiments Nr. 9 und Träger des Pour le Mérite